# Amalia Augusta av Bayern
Amalia Augusta av Bayern (tyska: Amalie Auguste von Bayern), född 13 november 1801 i München i Bayern, död 8 november 1877 i Dresden i Bayern, var drottning av Bayern och Sachsen som gift med kung Johan I. 

## Biografi
Amalia Augusta var dotter till kung Maximilian I Josef och drottning Karolina av Baden samt gifte sig med Johan I i Dresden den 22 november 1822.
År 1851 blev hon ordförande för kvinnoföreningen Frauenverein zu Dresden, vilket grundats av hennes syster och omorganiserade år 1859 till Zentralausschuß obererzgebirgischen und der vogtländischen Frauenvereine, som existerade fram till år 1932.

## Barn
- Maria Augusta av Sachsen (1827–1857), ogift
- Albert av Sachsen (1828–1902), gift med Carola Vasa (1833–1907)
- Elisabeth av Sachsen, (1830–1912), gift med 1:o Ferdinand, hertig av Genua
- Ernst av Sachsen (1831–1847)
- Georg av Sachsen (1832–1904), gift med Maria Anna av Portugal (1843–1884)
- Maria Sidonia av Sachsen (1834–1862), ogift
- Anna av Sachsen (1836–1859), gift med Ferdinand IV av Toscana (1835–1908)
- Margarethe av Sachsen (1840–1858), gift med Karl Ludvig av Österrike (1833–1896)
- Sophie av Sachsen (1845–1867), gift med Karl Theodor av Bayern (1839–1909)